# Crézancy-en-Sancerre
Crézancy-en-Sancerre – miejscowość i gmina we Francji, w Regionie Centralnym, w departamencie Cher.
Według danych na rok 1990 gminę zamieszkiwało 510 osób, a gęstość zaludnienia wynosiła 27 osób/km² (wśród 1842 gmin Regionu Centralnego Crézancy-en-Sancerre plasuje się na 676. miejscu pod względem liczby ludności, natomiast pod względem powierzchni na miejscu 697.).